# ماثيو أشفورد
ماثيو أشفورد (بالإنجليزية: Matthew Ashford)‏ مواليد 29 يناير 1960 في دافنبورت، الولايات المتحدة، هو ممثل أمريكي بدأ مسيرته الفنية سنة 1982.

## الأعمال

### مسلسلات
- حياة واحدة للعيش (1982)
- سيرش فور تومورو (1984)
- أيام حياتنا (1987) (بدور: جاك ديفيريو)
- المستشفى العام (1995)
- حياة واحدة للعيش (2003)

## روابط خارجية
- ماثيو أشفورد على موقع IMDb (الإنجليزية)
- ماثيو أشفورد على موقع ألو سيني (الفرنسية)
- ماثيو أشفورد على موقع أول موفي (الإنجليزية)
- ماثيو أشفورد على موقع قاعدة بيانات الأفلام السويدية (السويدية)
- ماثيو أشفورد على موقع ديسكوغز (الإنجليزية)
- ماثيو أشفورد على موقع قاعدة بيانات الفيلم (الإنجليزية)
- ماثيو أشفورد على موقع كينوبويسك (الروسية)